# Imués
Imués – miasto w Kolumbii, w departamencie Nariño.